# خورشیدگرفتگی ۲۳ سپتامبر ۱۹۸۷
خورشیدگرفتگی ۲۳ سپتامبر ۱۹۸۷ (به انگلیسی: Solar eclipse of September 23, 1987) یک خورشیدگرفتگی از نوع خورشیدگرفتگی حلقه‌ای است. این خورشیدگرفتگی در تاریخ ۲۳ سپتامبر ۱۹۸۷ میلادی (‎۱ مهر ۱۳۶۶ خورشیدی) روی داد که زمان اوج آن، ساعت ۳:۱۲:۲۲ به‌وقت ساعت هماهنگ جهانی بوده‌است. مدت زمان و طول این خورشیدگرفتگی ۳ دقیقه و ۴۹ ثانیه بود.